# Wallace Shawn
Wallace Michael Shawn (Nova York, 12 de novembre de 1943) és un actor, còmic, actor de doblatge i guionista estatunidenc. A vegades apareix en els crèdits com Wally Shawn. Regularment se'l veu en cinema i televisió.

## Biografia
Shawn va aparèixer en el teatre el 1970, on va conèixer a Andre Gregory, que des de llavors ha dirigit diverses de les seves obres.
Shawn va fer el seu debut al cinema el 1979, interpretant a l'ex marit de Diane Keaton en la pel·lícula Manhattan, de Woody Allen.El 1981 va escriure i protagonitzar el film My dinner with Andre, dirigit per Louis Malle. Les seves pel·lícules més conegudes han estat aquelles en les quals ha interpretat al dolent Vizzini en La princesa promesa (1987) i al professor Mr. Hall en Clueless (1995).
Shawn també ha aparegut en diverses sèries de televisió, com Desperate Housewives.Va obtenir un paper recurrent interpretant a Zek en Star Trek: Espai profund nou, a un còmic exreporter en Murphy Brown, al veí de Huxtables en The Cosby Show, a un psiquiatre en Crossing Jordan. També és actor de doblatge en pel·lícules d'animació i cinema d'animació, entre elles Toy Story, Toy Story 2, Monsters Inc (interpretant al dinosaure Rex), com Gilbert Huph en Els Increïbles i en dos episodis de Pare de família.
Ha actuat en la sèrie de televisió Gossip Girl, de la cadena The CW, interpretant a Cyrus Rose, el pare d'Aaron Rose i el nou interès amorós d'Eleanor Waldorf.

## Filmografia
- Manhattan (1979)
- All That Jazz (1979)
- Atlantic City (1980)
- My Dinner with Andre (1981)
- Les bostonianes (1984)
- Curs del '65 (1985)
- La princesa promesa (The Princess Bride) (1987)
- Fals testimoni (1987)
- Els moderns (The Moderns) (1988)
- Dies de ràdio (1988)
- No som àngels (1989)
- Ombres i boira (1991)
- Meteor man (The Meteor Man) (1993)
- Vania al carrer 42 (1994)
- La senyora Parker i el cercle viciós (Mrs. Parker and the Vicious Circle) (1994)
- Clueless (1995)
- Toy Story (1995)
- En estat crític (Critical Care) (1997)
- Toy Story 2 (1999)
- Estafadors (The Prime Gig) (2001)
- La maledicció de l'escorpí de Jade (The Curse of the Jade Scorpion) (2001)
- La Mansió Embruixada (2003)
- Dúplex (2003)
- Melinda i Melinda (2004)
- Els Increïbles (2004)
- Chicken Little (2005)
- Happily N'Ever After (2007)
- Toy Story 3 (2010)
- Gossip Girls (2010)
- Cats & Dogs: The Revenge of Kitty Galore (2010)
- Vamps (2011)
- Procés d'Admissió (2013)
- The Double (2013)
- A Master Builder (2013)
- Don Peyote (2014)
- Maggie's Plan (2015)
- Drawing Home (2016)
- The Only Living Boy in New York (2016)
- Someone Else's Wedding (2016)
- Book Club (2018)
- Marriage Story (2019)
- Rifkin's Festival (2020)